# Диспаратность
Диспаратность (вариант написания — диспарантность) (от лат. disparatus — разделённый) — различие взаимного положения точек, отображаемых на сетчатках левого и правого глаза. Диспаратность изображений лежит в основе неосознаваемых психофизиологических процессов бинокулярного и стереоскопического зрения.

## Физиологический механизм использования диспаратности
Методами нейрофизиологии показано, что декодировать диспаратность начинают бинокулярные нейроны первичной зрительной коры.

## Математическая модель диспаратности
Диспаратность характеризуется разностью горизонтальных и вертикальных угловых координат изображения точки на сетчатках двух глаз.
На рисунке изображена поверхность, заданная точками A1, A2, A3, которые находятся на одинаковом расстоянии от наблюдателя. На точку A2 (точку фиксации) направлен взгляд наблюдателя, поэтому она проецируется в fovea (центральную ямку) сетчаток его глаз (точки Ol, Or). Поверхности левой и правой сетчаток связаны с системами координат OlXL, OrXR таким образом, что центр fovea находится в точке 0. Пусть слева от точек Ol и Or лежит область отрицательных значений координат. Проекции точки A1 имеют на левой и правой сетчатке координаты x1l и x1r соответственно, проекции точки A3 — координаты x3l и x3r. Координаты проекций точек, отстоящих от наблюдателя на то же расстояние, что и точка фиксации, на обеих сетчатках совпадают, то есть x1l = x1r, x3l = x3r. Говорят, что эти точки пространства проецируются на соответственные (корреспондирующие) точки сетчаток.

Проекции диспаратной и корреспондирующих точек на сетчатки глаз

Рассмотрим точку A4, расположенную ближе, чем точка фиксации. Координаты проекций такой точки связаны неравенством x4l < x4r (так как x4l < 0, x4r < 0). Для точки A5 (не показана на рисунке), расположенной дальше точки фиксации, справедливо неравенство x5l > x5r. Эти точки окружающего мира проецируются на некорреспондирующие или диспаратные точки сетчаток или, что то же самое, обнаруживают диспаратность. Выделяют конвергентную (у точек, расположенных ближе точки фиксации) и дивергентную (у точек, расположенных дальше точки фиксации) диспаратность. Распределение диспаратностей по изображению иногда называют картой диспаратностей.